# Faltwerk

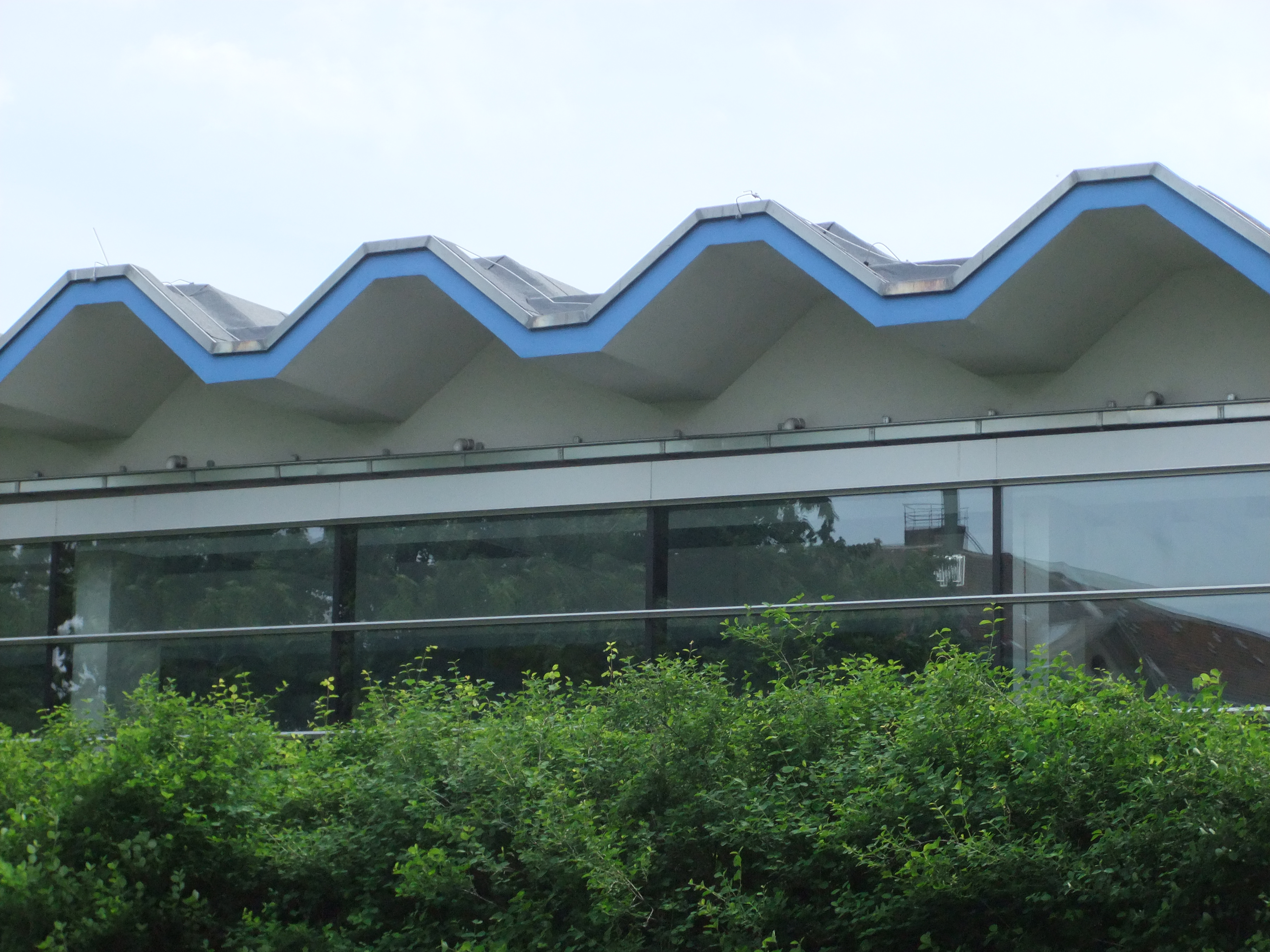
VT-Falten (Abkürzung für vorgefertigte, trapezförmige Faltwerkträger) auf der Schwimmhalle Fischerinsel, Berlin 2012

Ein Faltwerk ist im Bauwesen ein räumliches Tragwerk aus Stahlbeton, Spannbeton oder Stahlblech, das aus starren, ebenen Einzelplatten zusammengesetzt ist und besonders für weitgespannte Hallendächer verwendet wird.

## Faltwerk als Dach
Ein Faltwerk ist ein aus Scheiben bzw. Platten kraftschlüssig zusammengesetztes geradkantiges räumliches Flächentragwerk. Die ebenen Tragwerksteile werden dabei vorrangig in ihrer Ebene beansprucht (Scheibentheorie), können aber auch zusätzlicher Biegung ausgesetzt sein (Plattentheorie). Im Unterschied dazu nennt man gekrümmte Flächentragwerke Schalen.
Faltungen sollen Verformungen des Faltwerks behindern. Eine hohe Formstabilität des Faltwerks erfordert ortsfeste, unverschiebbare Faltwerkskanten. Freie Faltwerkskanten können mit Quer- und Längsversteifern so stabilisiert werden, dass ihre Verformung behindert wird.

## Faltwerk als Gewölbezwickel

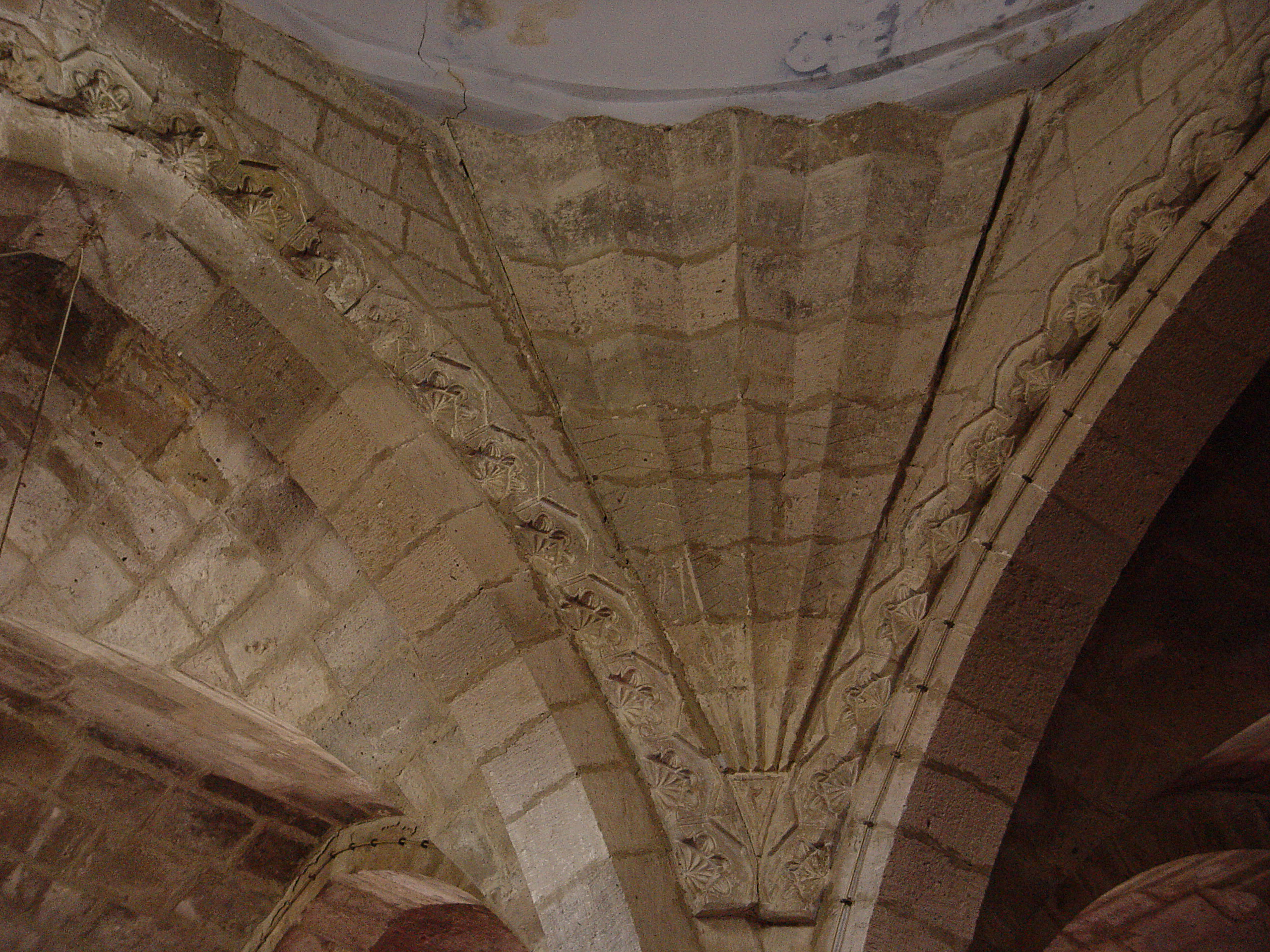
Faltwerk in einem Gewölbezwickel (Ulu Cami, Aksaray)

Als Faltwerk (oder Faltzwickel) werden auch Gewölbezwickel in der osmanischen Baukunst bezeichnet, bei denen schmale gefaltete Dreiecksflächen den Übergang zum runden Kuppelgrundriss herstellen.